# Museu do Tropeiro
O Museu do Tropeiro é uma instituição localizada em Castro, cidade do interior do estado do Paraná. O museu retrata a história do tropeiro que no século XVIII passou pela região dos Campos Gerais, da qual o município faz parte. Encontra-se sediado em uma das primeiras casas da cidade e que pertenceu à família Carneiro Lobo, fazendeiros de Jaguariaíva. É um edifício/casa em estilo arquitetônico "de época" cuja construção foi feita de estuque.

## História
A ideia de criação do museu partiu da professora Judith Carneiro de Mello (1923-2007), com o apoio do então prefeito Lauro Lopes, do então governador Jaime Canet Júnior e do historiador paranaense Newton Carneiro. O museu foi criado e inaugurado em 21 de janeiro de 1977 e no ano seguinte, foi tombado como patrimônio histórico do Paraná.
Em 2013, fechou as portas ao público para obras de reparo e neste período, esteve provisoriamente instalado na Casa da Praça. Após o fim das obras, foi reaberto ao público em junho de 2017.

## Acervo
O museu possui um acervo constituído de duas mil e quinhentas peças que vai desde o vestuário típico e apetrechos até a cangalha e instrumentos de trabalho deste pioneiro que desbravou o interior do Brasil e fundou inúmeras cidades, incluindo a própria Castro que esteve na Rota dos Tropeiros entre Viamão e Sorocaba.